# Darßer Brücke
Die Darßer Brücke ist eine reine Straßenbrücke im Osten des Berliner Bezirks Pankow. Sie führt die Darßer Straße über die Malchower Chaussee, die ein Teilstück der Bundesstraße 2 ist.

## Geschichte
In den 1970er und Anfang der 1980er Jahre begannen auch DDR-Verkehrsfachleute mit der sogenannten autogerechten Umgestaltung des Straßensystems in Berlin auf der Grundlage des Planwerks Tangentiale Verbindung Ost. Die zeitgleich entstehenden Neubaugebiete am Berliner Stadtrand sollten über bequeme Zubringerstraßen mit der Stadtautobahn verbunden werden. In diesem Zusammenhang war der Ausbau der Malchower Chaussee auf vier Fahrspuren und eine Straßenverbindung von Hohenschönhausen über Weißensee zur heutigen A 114 vorgesehen. Als erstes Bauwerk wurde in den 1980er Jahren die heute Darßer Brücke genannte Konstruktion fertiggestellt, sie konnte jedoch nicht benutzt werden, da sie keinerlei Straßenanbindung besaß. Die später durch Ausbau des Hohenschönhauser Weges und Aufschüttung von Erdreich neu angelegte Darßer Straße wurde 1992 an die Brücke angeschlossen. Nun erst war eine kreuzungsfreie Verkehrsführung entstanden. Die nach der Ostseehalbinsel Darß benannte Straße war auch Namensgeber der neuen Brücke.
Die Stahlbeton-Balkenbrücke verfügt über eine Mittelstütze und beidseitige Widerlager im Erdreich. Mit einer Länge von 85 Metern und einer nicht voll ausgebauten Breite von 12,2 Metern ist sie für die heutige Nutzung überdimensioniert.
In den Jahren bis 2006 ließ die Berliner Verkehrsbehörde Abdichtungsmaßnahmen, Asphaltbelagserneuerung, Betoninstandsetzungen, Neugestaltung der Rad- und Gehwege durchführen, die zu einer kompletten Sanierung der Brücke führten. Ausführende Firmen waren „B.F.S. Ingenieurgesellschaft Berlin“ und „Reaku-Hobein GmbH“. Die Straßen in der Umgebung der Brücke erfuhren dabei gleichzeitig eine totale Neugestaltung.

## In der Umgebung der Brücke
- Das Landschaftsschutzgebiet mit der Kleingartenanlage Märchenland
- Der Lichtenberger Ortsteil Berlin-Malchow